# Saison 3 de Outer Banks
Chronologie
Saison 2 Saison 4
Cet article présente le guide des épisodes de la troisième saison de la série télévisée américaine Outer Banks.

## Synopsis de la saison
De nouvelles aventures emmènent les Pogues dans les Caraïbes et plus loin encore, alors que le groupe plonge dans la recherche d'une cité légendaire qui attise les convoitises.

## Distribution

### Acteurs principaux
- Chase Stokes (VF: Donald Reignoux): John Booker « John B. » Routledge
- Madelyn Cline (VF: Alice Taurand):  Sarah Cameron
- Jonathan Daviss (VF: Mike Fédée):  Pope Heyward
- Rudy Pankow (VF: Tom Trouffier):  JJ Maybank
- Madison Bailey (VF: Aurélie Konaté):  Kiara « Kie » Carrera
- Carlacia Grant (VF: Déborah Godefroy): Cléo
- Drew Starkey (VF: Juan Llorca):  Rafe Cameron
- Charles Esten (VF: Cyrille Artaux):  Ward Cameron
- Charles Halford (VF: Tom Novembre):  John « Big John » Routledge

### Acteurs récurrents
- Austin North (VF: Jim Redler):  Topper Thorntorn
- Elizabeth Mitchell (VF: Dominique Vallée):  Carla Limbrey
- Caroline Arapoglou (VF: Peggy Martineau):  Rose Cameron, la belle-mère de Sarah.
- Julia Antonelli (VF: Justine Bazin):  Wheezie Cameron, la petite sœur de Sarah.
- Nicholas Cirillo (VF: Taric Mehani):  Barry
- Andy McQueen (VF: Julien Allouf):  Carlos Singh
- Deion Smith (VF: Jonathan Le Guillou): Kelce
- Fiona Palomo (VF: Garance Thénault): Sofia
- E. Roger Mitchell (VF: Jean-Baptiste Anoumon):  M. Heyward, le père de Pope
- Samantha Soule (VF: Christine Lemler):  Anna Carrera, la mère de Kiara
- Marland Burke: Mike Carrera, le père de Kiara
- Cullen Moss (VF: Stéphane Bazin):  Le shérif Shoupe